# Pedder
Pedder bylo přírodní jezero, které se rozkládalo na jihozápadě Tasmánie. Nyní se toto jméno používá pro označení umělého jezera s přehradou a hydroelektrárnou, které zde vzniklo v roce 1972. "Nové" jezero Pedder má rozlohu 242 km² a je největší zásobárnou pitné vody na území Austrálie.

## Občanský odpor k přehradě
Zaplavení přírodního jezera vyvolalo v 70. letech 20. století mohutnou vlnu odporu občanské společnosti. Odpůrci stavby přehrady mj. založili United Tasmania Group, celosvětově první politické hnutí usilující o zvolení ochránců přírody do parlamentu. Tato organizace je považována za první stranu uplatňující zelenou politiku.